# Stanislav Košir
Stanislav Košir, slovenski surdopedagog, docent na Pedagoški fakulteti, Oddelek za specialno in rehabilitacijsko pedagogiko - v pokoju, * 24. junij 1947 Ljubljana.

## Življenje in delo
Stanislav Košir je bil rojen v Dravljah pri Ljubljani junija 1947. Starša Tončka in Stane sta imela poleg sina Stanislava še hčerko Meto, rojeno leta 1955.
Osnovno šolo Valentina Vodnika je obiskoval v letih 1954 do 1962. Sledilo je šolanje na Gimnaziji Šentvid, maturiral je leta 1966.
V nadaljevanju je opravil sprejemne izpite na Medicinski fakulteti. Lahko bi se vpisal na stomatologijo, a se je na študij Tehnične matematike v Ljubljani. Po dveh letih, leta 1968 pa se je prepisal na Pedagoško akademijo v Ljubljani, smer Defektologija. Študij je zaključil s specializacijo te smeri v Zagrebu.
Leta 1971 se je poročil z ženo Meto, s katero imata hčerko in sina, oba uspešna pravnika.
Po študiju se je zaposlil najprej na Zavodu za gluhe in naglušne v Ljubljani, od leta 1977 do 1982 učitelj v razredu gluhih, 1982 do 1989 individualni slušni in govorni terapevt in od leta 1989 do 1993 ravnatelj zavoda.
V nadaljevanju se je leta 1993 zaposlil na tedanji Pedagoški akademiji, Stari trg 34 (nekdanji stiški dvorec) v Ljubljani. Po letu 1991 je to Pedagoška fakulteta Univerze v Ljubljani (uradno krajše ime UL PEF). Najprej od 1993 do 2010 kot asistent, zatem docent na fakulteti (od tega 2006 do 2010 predstojnik oddelka).
Leta 2003 je prejel nagrado Republike Slovenije na področju šolstva za najvišje dosežke v znanstvenem delu v vzgoji in izobraževanju na področju usposabljanja otrok s posebnimi potrebami.
V prostem času je 15 let igral v Lutkovnem gledališču Ljubljana. Leta 2010 se je uradno upokojil in se ukvarja z ekološkim kmetijstvom v Slovenski Istri.  

## Akademsko delo
- Diploma 1984: Sveučilište u Zagrebu, Fakulteta za defektologijo, Profesor surdopedagog-logoped
- Magisterij 1989: Univerza v Ljubljani, Medicinska fakulteta, Medicinske, psihološke in socialnoekonomske značilnosti slušno prizadetih mladostnikov v Sloveniji od leta 1966 do 1987 (COBISS)
- Doktorska disertacija 1994: Sveučilište u Zagrebu, Fakulteta za defektologijo, Povezanost nekih modaliteta emisije i recepcije govora u slušno oštečenih učenika, Zagreb (COBISS)

## Pedagoško delo
Dolgo časa je bil zaposlen kot visokošolski učitelj – docent na Pedagoški fakulteti Univerze v Ljubljani, kjer je izvajal različne oblike pedagoškega dela od predavanj, seminarjev do vaj, ki so omogočile študentom vpogled v razumevanje problematike gluhih in naglušnih ter vseh tistih, ki so imeli težave v komunikaciji.
Je bil nosilec in še vedno je pri nekaterih študijskih predmetih v okviru dodiplomskega in podiplomskega študijskega programa Logopedija in surdopedagogika, kjer sodeluje kot gostujoči oz. vabljeni profesor:
- Metode dela z gluhimi in naglušnimi v zgodnjem otroštvu
- Struktura in uporaba znakovnega jezika
- Komunikacijski razvoj gluhih in naglušnih
- Metode rehabilitacije poslušanja, jezika in govora
- Metode dela z gluhimi in naglušnimi v šolskem in odraslem obdobju
- Gluhoslepi
- Slovenski znakovni jezik
- Inkluzivna vzgoja in izobraževanje
- Inkluzija gluhih in naglušnih
- Kultura gluhih in mentalno zdravje gluhih
- Jezikoslovni, psiholingvistični in nevrolingvistični vidiki znakovnega jezika
- Tolmačenje znakovnega jezika in notacija znakovnega jezika
- Teorija informacije in teorija komunikacije

...

## Znanstveno delo in raziskovalno delo
Bil je vodja več domačih kot tudi mednarodnih projektov, ki so pokrivali problematiko področja oseb s posebnimi potrebami, še posebej gluhih in naglušnih oseb kot tudi oseb z govorno jezikovnimi motnjami v komunikaciji ('Kvalitativna analiza govora posebnih skupin', 'Rehabilitacijski besednjak'). Prav tako je bil odmevni projekt vezan na inkluzivno izobraževanje oseb s posebnimi potrebami. Kot tudi uvajanje pogojev za inkluzivno šolanje otrok s posebnimi potrebami.
Opravljal je raziskovalno dejavnost 5.01:  Družboslovje/Vzgoja in izobraževanje (Govor, jezik, sluh, metodika, patologija govora, metodika rehabilitacije).

## Mentorstvo pri doktorskih disertacijah
V aktivnem obdobju na PEF je bil mentor pri naslednjih doktorskih disertacijah:
1. NOVŠAK BRCE, Jerneja: Osebnostne značilnosti predšolskih otrok z govorno motnjo jecljanja in njihov odnos do lastnega govora. Ljubljana, 2015, 315 strani.  (COBISS)
2. OZBIČ, Martina: Razumljivost govorjenja oseb z motnjo sluha. Ljubljana, 2007, 195 strani. (COBISS)
3. KOGOVŠEK, Damjana: Vloga kulturne identitete v rehabilitaciji gluhih mladostnikov, Ljubljana, 2007, 227 strani. (COBISS)

## Raziskovalni projekti
Vodil ali sodeloval je v naslednjih projektih ARRS:
- Modeli inkluzivnega izobraževanja: koncepti, politike in strategije obravnave otrok s posebnimi potrebami 1.10.2002 do 31.3.2005
- Uvajanje pogojev za inkluzivno šolanje otrok s posebnimi vzgojno izobraževalnimi potrebami - analiza stanja in predlogi 1.11.2001 do 31.10.2004 (vodja: Egidija Novljan)
- Rehabilitacijski besednjak 1.1.2002 do 31.10.2003
- Kvalitativna analiza govora posebnih skupin 1.1.1997 do 31.12.1999

V obdobju 1.1.1999 do 31.12.2008 je sodeloval tudi v raziskovalnem infrastrukturnem programu ARRS: Sistemski vidiki strategij edukacije in spodbujanja socialne vključenosti v vzgoji in izobraževanju (vodja: Dekleva Bojan).